# Жизненная ёмкость лёгких

Объёмы лёгких. Обозначены: TLC — общая ёмкость, VC — жизненная ёмкость, TV — дыхательный объём, IRV — резервный объём вдоха, ERV — резервный объём выдоха, RV — остаточный объём, IC — ёмкость максимального вдоха, FRC — функциональная остаточная ёмкость. Красной линией — спирограмма спокойного дыхания, максимальных выдоха и вдоха

Жизненная ёмкость лёгких (ЖЕЛ) — максимальный объём воздуха, который может быть набран в лёгкие после максимально полного выдоха. На практике измеряется с помощью спирометра как максимальный объём воздуха, который человек может выдохнуть после самого глубокого вдоха. 
Жизненная ёмкость лёгких — это сумма трех объёмов:
- дыхательный объём — объём выдоха-вдоха при спокойном дыхании, составляет около 500 см³;
- резервный объём вдоха — объём дополнительного вдоха, после спокойного вдоха составляет около 1500 см³[источник не указан 1143 дня];
- резервный объём выдоха — объём дополнительного выдоха, после спокойного выдоха составляет около 1500 см³[источник не указан 1143 дня].

Таким образом, средняя жизненная ёмкость легких взрослого человека — около 3500 см³. У спортсменов она больше обычно на 1000 —1500 см³, а у пловцов может достигать 6200 см³. При большой жизненной ёмкости лёгкие лучше вентилируются, и организм получает больше кислорода.
Жизненная ёмкость легких положительно коррелирует с ростом и отрицательно — с возрастом. У тучных людей жизненная ёмкость легких на 10—11 % меньше, поэтому у них обмен газов в лёгких понижен.
Форсированная жизненная ёмкость лёгких (ФЖЕЛ)
Должная жизненная ёмкость лёгких (ДЖЕЛ)